# ترونتزوئولو
ترونتزوئولو (به ایتالیایی: Trevenzuolo) یک کومونه در ایتالیا است که در استان ورونا واقع شده‌است. ترونتزوئولو ۲۶٫۹۸ کیلومتر مربع مساحت و ۲٬۶۲۸ نفر جمعیت دارد و ۳۱ متر بالاتر از سطح دریا واقع شده‌است.